# 869
869 (DCCCLXIX) je bilo navadno leto, ki se je po julijanskem koledarju začelo na soboto.

## Dogodki
- 29. julij - dvanajstoimamski šiizem: skrivnostno izginotje dvanajstega imama Mohameda Al-Mahdija

## Smrti
- 8. avgust - Lotar II. Lotarinški, kralj Lotatingije (* 835)
- Gundahar, koroški mejni grof in prefekt (* ni znano)